# Biltong

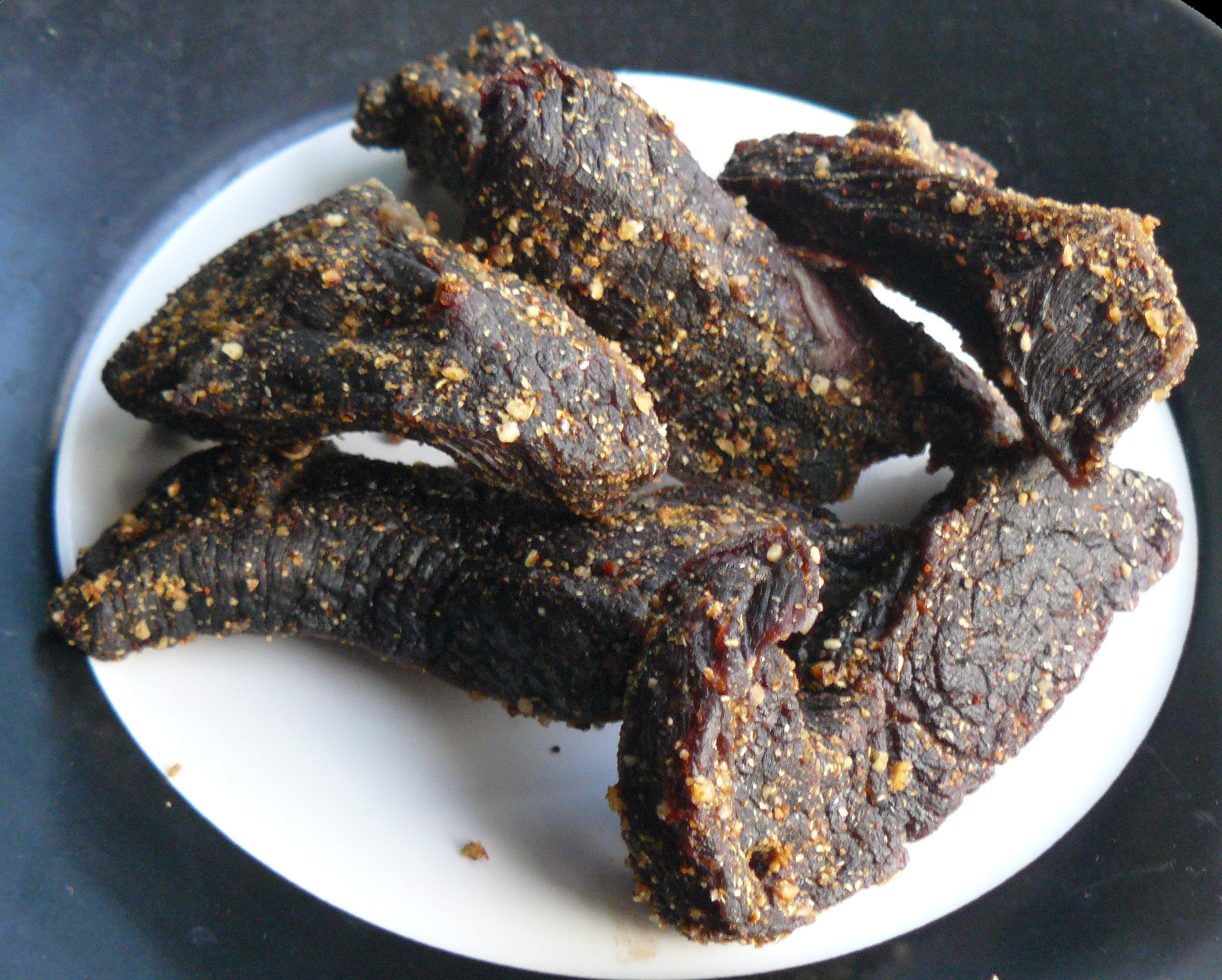
Runderbiltong

Biltong is een versnapering gemaakt van gedroogde reepjes vlees. De lekkernij wordt voornamelijk in Zuid-Afrika bereid en gegeten. Biltong wordt gemaakt van verschillende vleessoorten. De meestgebruikte zijn rundvlees, koedoevlees, struisvogelvlees, maar er zijn ook plaatselijke specialiteiten van ezelvlees. Het meest gebruikte deel van het dier dat gebruikt wordt is de lende.

## Oorsprong
Nederlanders die in de Kaapkolonie kwamen brachten uit de Oude Wereld het recept voor gedroogd vlees mee. Het conserveren van etenswaar was een noodzaak in de kolonie. De jacht op Afrikaans wild zorgde voor grote hoeveelheden vlees die moesten worden geconserveerd. Door het cureren en drogen van het vlees werd het in een kort tijdsbestek beschermd tegen insecten en bederf.
De opbouw van kuddes nam veel tijd in beslag.
De naam biltong komt uit het Afrikaans. 'Bil' duidt het deel van het dier aan dat gebruikt is en 'tong' staat voor de vorm; reepje of strook.

## Bereidingswijze

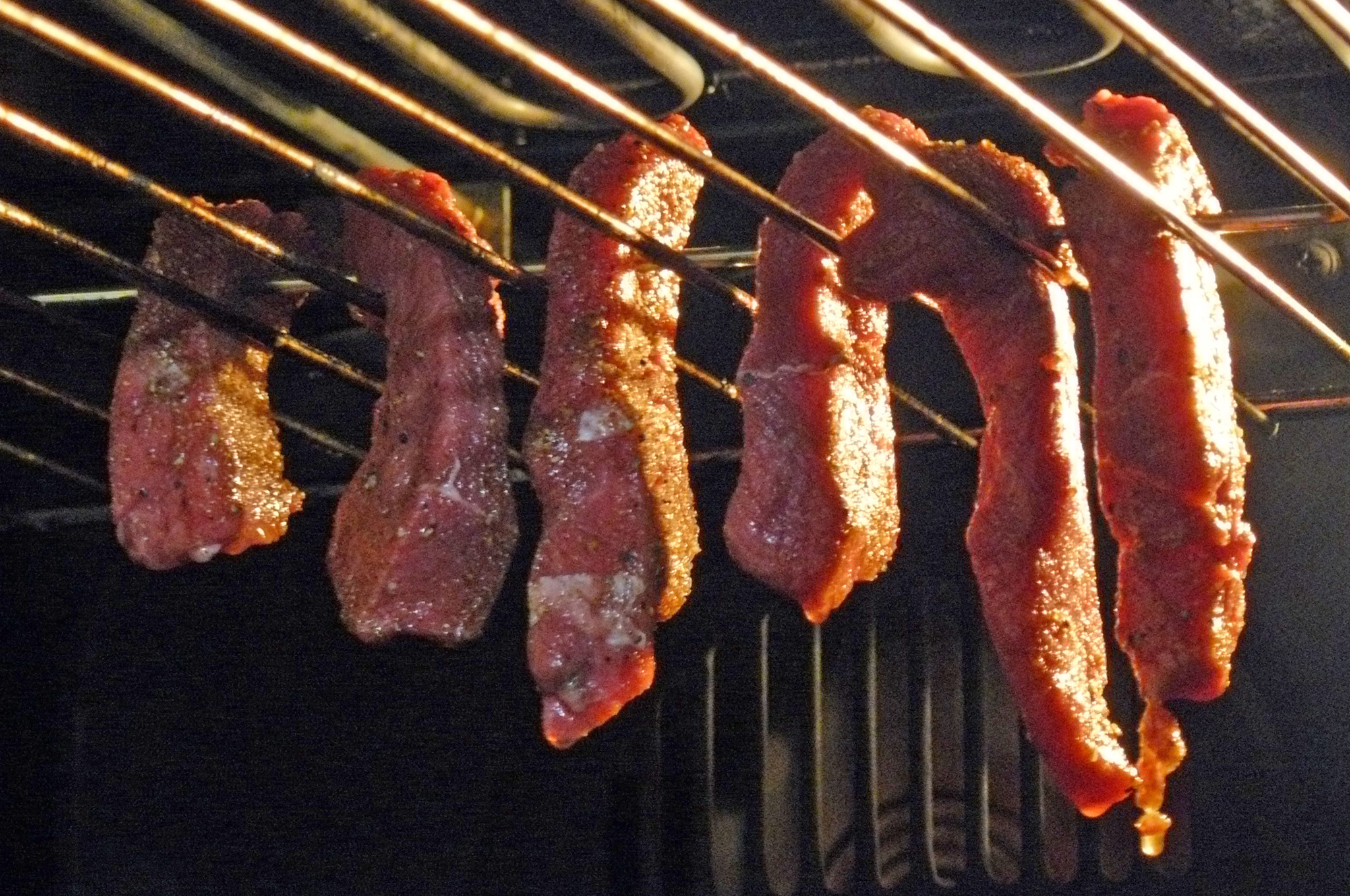
Biltongbereiding in een heteluchtoven

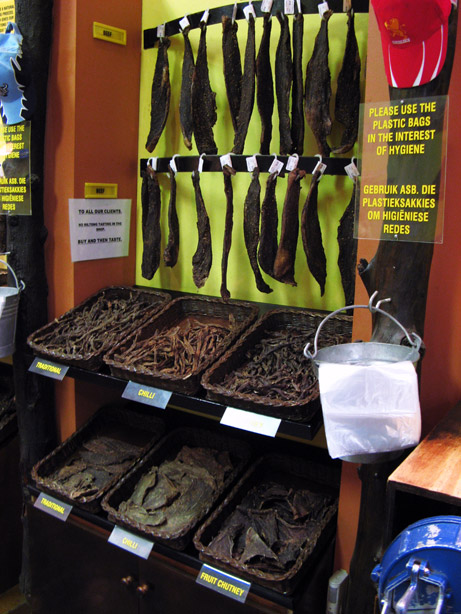
Een schap met biltong in Johannesburg

Het vlees wordt gesneden in stroken van ongeveer 1 centimeter dik. Breedte en lengte hangen af van het beschikbare stuk vlees.
Voordat het vlees te drogen wordt gehangen wordt het eerst in grof zout (keukenzout is te fijn) gelegd. Nadat het een tijdje heeft gelegen wordt het zout met de achterkant van een mes verwijderd. Hoe langer in het zout, hoe zouter de smaak. Tien minuten is vaak genoeg. Nadien wordt het door azijn met een aantal druppels worcestersaus gehaald.
Traditioneel wordt appelazijn voor de bereiding gebruikt maar andere smaken zijn ook heel goed bruikbaar.
Het vlees wordt na de zout- en azijnbehandeling ingewreven met een kruidenmengsel. Traditioneel bestaat het mengsel uit bruine suiker, gemalen zwarte peperkorrels en gemalen korianderzaadjes. Soms voegt men wat natriumbicarbonaat (bakpoeder) aan het mengsel toe om het vlees zachter te maken. Na de behandeling wordt het vlees, in een kartonnen doos of droogkast, in de buitenlucht gehangen om te drogen. De droogtijd varieert.
Als buiten drogen niet mogelijk is kan gebruik worden gemaakt van een droogkast. Een andere mogelijkheid is om het vlees in een heteluchtoven te hangen op 40 tot 70 graden. De biltong is dan klaar in ongeveer 4 tot 5 uur en kan meteen geconsumeerd worden. Nadrogen verbetert de structuur en verlengt de houdbaarheidsperiode.
Er zijn familierecepten waarbij men persoonlijk gekozen ingrediënten toevoegt, waaronder ui, knoflook en diverse kruiden zoals kruidnagel en steranijs.
In de vroege jaren werden de repen vlees voor het drogen gemarineerd in de dichtgenaaide huid van het geslachte dier.

## Gebruik van biltong
- Bij een rugbywedstrijd of film is biltong een door Afrikaners in Zuid-Afrika veel gegeten snack.
- Biltong wordt in Zuid-Afrika ook veel gegeten bij een braai.
- In winkels en bij toeristische trekpleisters in Zuid-Afrika worden vaak kleine zakjes met biltong verkocht.